# Lars Lindberg (bruksägare)
Lars Lindberg, född 9 december 1817 i Visnums församling, Värmlands län, död 30 november 1875 i Bro församling, Västmanlands län, var en svensk bruksägare och riksdagsman.
Lindberg var bruksägare i Örebro län och Västmanlands län och ledamot av riksdagens första kammare.
Lindberg var son till Carl Lindberg och Maria Christina Stina Adamsson samt gift med Carolina Catarina Cederborgh och hade med henne sju barn. Sonen Lars Uno Lindberg efterträdde honom som brukpatron för Kohlswa Jernverks AB.